# 호보거미
호보거미(학명: Eratigena agrestis)는 거미목 가게거미과 큰집거미속에 속하는 거미의 일종이다. 깔때기 모양의 거미집을 치고 살면서 먹이를 잡으며, 유럽·중앙아시아·북아메리카에 분포한다. 과거에는 물릴 시 살갗에 괴사를 일으키는 맹독을 지닌 거미로 여겨졌지만, 현재에 이르러서까지 호보거미의 독이 인체에 특별히 치명적이라는 명확한 근거는 찾지 못했다.